# Station Pont-de-Veyle
Station Pont-de-Veyle is een spoorwegstation in de Franse gemeente Crottet.